# Cora Vaucaire

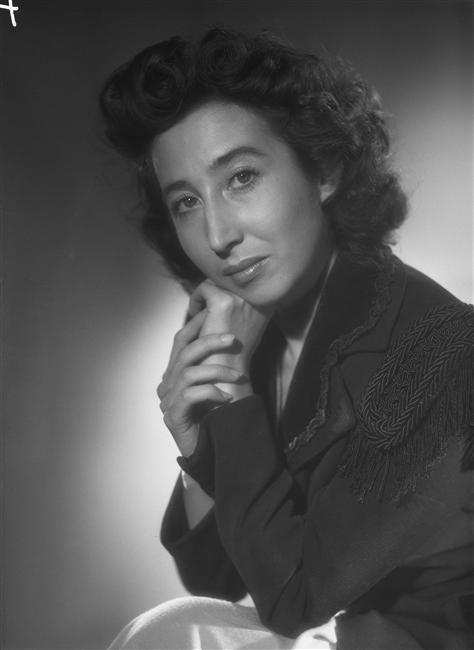
Cora Vaucaire in 1946

Cora Vaucaire (Marseille, 22 juli 1918 - Parijs, 17 september 2011) was een Franse zangeres. Haar echte naam was Geneviève Collin en tot in 1945 trad ze op onder de naam Michèle Dax. Ze trouwde met de tekstschrijver Michel Vaucaire (1904-1980).

## Zangeres
Gedurende een hele tijd zong ze teksten van Jacques Prévert en creëerde onder meer Les Feuilles mortes en Le Chant du Monde.
Ze kreeg bekendheid als een uitnemend vertolker van het 'betere' Franse lied, met onder meer:
- Dis, quand reviendras-tu ? door Barbara,
- Attendez que ma joie revienne door Barbara,
- Les Forains door Léo Ferré,
- Quand les hommes vivront d'amour door Raymond Lévesque.

Ze zong ook een uitgebreid repertoire van middeleeuwse liederen, onder meer:
- La Complainte du Roy Renaud,
- Le roi a fait battre tambour.

Ze creëerde La Complainte de la butte voor de film French Cancan (1955) van Jean Renoir en Trois petites notes de musique voor de film Une aussi longue absence (1961) van Henri Colpi (Gouden Palm op het Festival van Cannes 1961).
Ze zong ook liederen uit het repertoire van het Café-Concert en hernam Le Temps des cerises. Ze ging ook de Internationale zingen voor stakende arbeiders.
In de jaren 1980 was ze een vedette in Japan en in de jaren 1990 vulde ze nog theaters in Parijs en doorheen Frankrijk.
Andere liederen op haar repertoire waren:
- Le Pont Mirabeau, een gedicht van Guillaume Apollinaire, op muziek van Léo Ferré.
- Maintenant que la jeunesse, een gedicht van Louis Aragon, op muziek van Lino Léonardi.
- L'Écharpe, tekst en muziek door Maurice Fanon.

Ze werd gecremeerd en haar as uitgestrooid op de begraafplaats Père Lachaise.